# Steff Cras
Steff Cras (Geel, 13 februari 1996) is een Belgisch wielrenner die sinds 2023 rijdt voor TotalEnergies.

## Carrière
Als junior won Cras in 2014 de eerste etappe in de Ronde van Valromey. De leiderstrui die hij daaraan overhield moest hij een dag later afstaan aan Victor Lafay, die later ook als enige boven hem zou staan in het eindklassement. Eerder dat jaar was Cras al negende geworden in La Bernaudeau Junior, dertiende in het eindklassement van de Vredeskoers voor junioren en negende in dat van de Grote Prijs Général Patton. In september werd hij zesde in La Philippe Gilbert en achttiende in het eindklassement van de Keizer der Juniores, alvorens de wegwedstrijd op het wereldkampioenschap niet uit te rijden.
Als eerstejaars belofte, in 2015, reed Cras voor de opleidingsploeg van Lotto Soudal. In dat jaar werd hij onder meer tiende in het eindklassement van de Ronde van de Isard en elfde in dat van de Tour des Pays de Savoie. Als tweedejaars belofte werd hij achtste in de eindklassementen van de Ronde van de Isard, de Vredeskoers voor beloften en de Ronde van Savoie. Na twee seizoenen bij Lotto Soudal U23 maakte hij in 2017 de overstap naar BMC Development Team. Namens die ploeg werd hij begin mei derde op het nationale kampioenschap tijdrijden voor beloften, achter Senne Leysen en Brent Van Moer. Later die maand werd hij derde in het eindklassement van de Ronde van de Isard. In juni eindigde hij op de vijfde plek in het algemeen klassement van de Grote Prijs Priessnitz spa. Na vierde te zijn geworden in de Ronde van de Elzas werd Cras in augustus vijfde in het eindklassement van de Ronde van de Toekomst, op ruim twee minuten van winnaar Egan Bernal.
In 2018 werd Cras prof bij Team Katjoesja Alpecin.
In 2023 stond Cras dertiende in het algemeen klassement in de Ronde van Frankrijk, waarmee hij de bestgeklasseerde Belg was, tot een onoplettende toeschouwer een valpartij veroorzaakte en Cras genoodzaakt was op te geven.
Cras behaalde zijn eerste profzege op 29-jarige leeftijd in de eerste etappe van de Ronde van Asturië.

## Overwinningen
2014
1e etappe Ronde van Valromey
2025
1e etappe Ronde van Asturië

### Resultaten in voornaamste wedstrijden
| Jaar | Ronde van Italië | Ronde van Frankrijk | Ronde van Spanje |
| ---- | ---------------- | ------------------- | ---------------- |
| 2018 |                  |                     |                  |
| 2019 |                  |                     | 76e              |
| 2020 |                  | opgave              |                  |
| 2021 |                  |                     | 20e              |
| 2022 |                  |                     | opgave           |
| 2023 |                  | opgave              | 11e              |
| 2024 |                  | 16e                 |                  |
| 2025 |                  | opgave              |                  |

| Jaar | Amstel Gold Race | Luik-Bast.‑Luik | Ronde van Lombardije | Waalse Pijl | Clásica San Sebastián |
| ---- | ---------------- | --------------- | -------------------- | ----------- | --------------------- |
| 2018 | opgave           | opgave          |                      | 29e         |                       |
| 2019 |                  |                 | 26e                  | opgave      | opgave                |
| 2020 |                  |                 | 49e                  |             |                       |
| 2021 |                  |                 | 78e                  |             |                       |
| 2022 |                  |                 |                      |             |                       |
| 2023 |                  | 30e             |                      |             |                       |
| 2024 |                  |                 |                      |             | opgave                |
| 2025 |                  |                 |                      |             |                       |

### Resultaten in kleinere rondes
| Jaar | Parijs-Nice | Tirreno-Adriatico | Ronde van Catalonië | Ronde van het Baskenland | Critérium du Dauphiné | Ronde van Zwitserland | Ronde van Polen | Ronde van Turkije | Ronde van Guangxi |
| ---- | ----------- | ----------------- | ------------------- | ------------------------ | --------------------- | --------------------- | --------------- | ----------------- | ----------------- |
| 2018 |             |                   | 39e                 | 74e                      |                       | 47e                   | 26e             | 47e               |                   |
| 2019 |             |                   | opgave              | opgave                   | opgave                |                       |                 |                   | 14e               |
| 2020 |             |                   |                     |                          |                       |                       | 30e             |                   |                   |
| 2021 |             |                   |                     |                          |                       |                       |                 |                   |                   |
| 2022 | 22e         |                   |                     |                          |                       |                       |                 |                   |                   |
| 2023 |             | opgave            |                     | opgave                   | opgave                |                       |                 |                   |                   |
| 2024 | opgave      |                   |                     | opgave                   |                       |                       |                 |                   |                   |
| 2025 | opgave      |                   |                     | 18e                      |                       |                       |                 |                   |                   |

## Ploegen
- 2018 –  Team Katjoesja Alpecin
- 2019 –  Team Katjoesja Alpecin
- 2020 –  Lotto Soudal
- 2021 –  Lotto Soudal
- 2022 −  Lotto Soudal
- 2023 –  TotalEnergies
- 2024 –  TotalEnergies
- 2025 –  TotalEnergies

Belkov · Biermans · Boswell · Cras · Dowsett · Fabbro · Gonçalves · Haas · Haller · Hollenstein · Kittel · Kišerlovski · Koeznetsov · Kotsjetkov · Lammertink · Machado · Martin · Mathis · Planckaert · Politt · Restrepo · Smit · Špilak · Würtz Schmidt · Zabel · Zakarin
Battaglin · Biermans · Boswell · Cras · Debusschere · Dowsett · Fabbro · Gonçalves · Guerreiro · Haas · Haller · Hollenstein · Kittel · Koeznetsov · Kotsjetkov · Navarro · Politt · Smit · Špilak · Strachov · Tanfield · Würtz Schmidt · Zabel · Zakarin
Armée · Cras · De Buyst · De Gendt · Degenkolb · Dewulf · Dibben · Ewan · Frison · Gilbert · Goossens · Hagen · Hansen · Holmes · Iversen · Kluge · Maes · Marczyński · Mertz · Oldani · Thijssen · Van der Sande · Van Goethem · Van Moer · Vanhoucke · Vermeersch (vanaf 1 juni) · Wallays · Wellens
Conca · Cras · De Buyst · De Gendt · Degenkolb · Ewan · Frison · Gilbert · Goossens · Grignard · Holmes · Kluge · Kron · Małecki · Marczyński · Moniquet · Oldani · Sweeny · Thijssen · Van der Sande · Van Gils · Van Moer · Vanhoucke · Vermeersch · Verschaeve · Vervloesem · Wellens
Barbero (vanaf 1/5) · Beullens · Campenaerts · Conca · Cras · De Buyst · De Gendt · De Lie · Drizners · Ewan · Frison · Gilbert · Grignard · Holmes · Janse van Rensburg (vanaf 1/5) · Kluge · Kron · Małecki · Moniquet · Schwarzmann · Selig · Sweeny · Van Gils · Van Moer · Vanhoucke · Vermeersch · Verschaeve · Vervloesem · Wellens
Boasson Hagen · Bodnar · Bonnet · Burgaudeau · Cabot · Cras · de la Parte · Doubey · Dujardin · Ferron · Grellier · Jeannière · Jousseaume · Latour · Manzin · Oss · Ourselin · Sagan · Simon · Soupe · Tesson · Turgis · Van Gestel · Vercher · Vuillermoz · Boniface (stagiair) · Cialone (stagiair) · Grolier (stagiair)
Boniface · Bonnet · Burgaudeau · Cras · Doubey · Dujardin · Ferron · Gachignard · Grellier · Jeannière · Jegat · Jousseaume · Latour · Manzin · Ourselin · Simon · Soupe · Tesson · Turgis · Vadic · Van Gestel · Vercher · Vuillermoz · Boulahoite (stagiair) · Marcerou (stagiair) · Sanchez (stagiair)